# Fiore (nome)
Fiore  è un nome proprio di persona italiano maschile e femminile.

## Varianti
- Maschili
  - Alterati: Fiorello[1], Fioretto, Fiorillo, Fiorino
  - Composti: Fioralbo, Fioraldo, Fiorangelo, Fiormaria
- Femminili: Fiora
  - Alterati: Fiorella[1][2][3], Fioretta, Fiorina[4]
  - Composti: Fioralba, Fiorangela, Fioranna, Fiormaria

### Varianti in altre lingue
Femminili
- Francese: Fleur[2][5]
  - Alterati: Fleurette[5]
- Inglese: Flower[2][6], Flowery[2], Fleur[5]
  - Alterati: Fleurette[5]
- Olandese: Fleur[5]
  - Alterati: Fleurette[5]
- Portoghese: Flor
- Spagnolo: Flor
  - Alterati: Florinda[7]

## Origine e diffusione

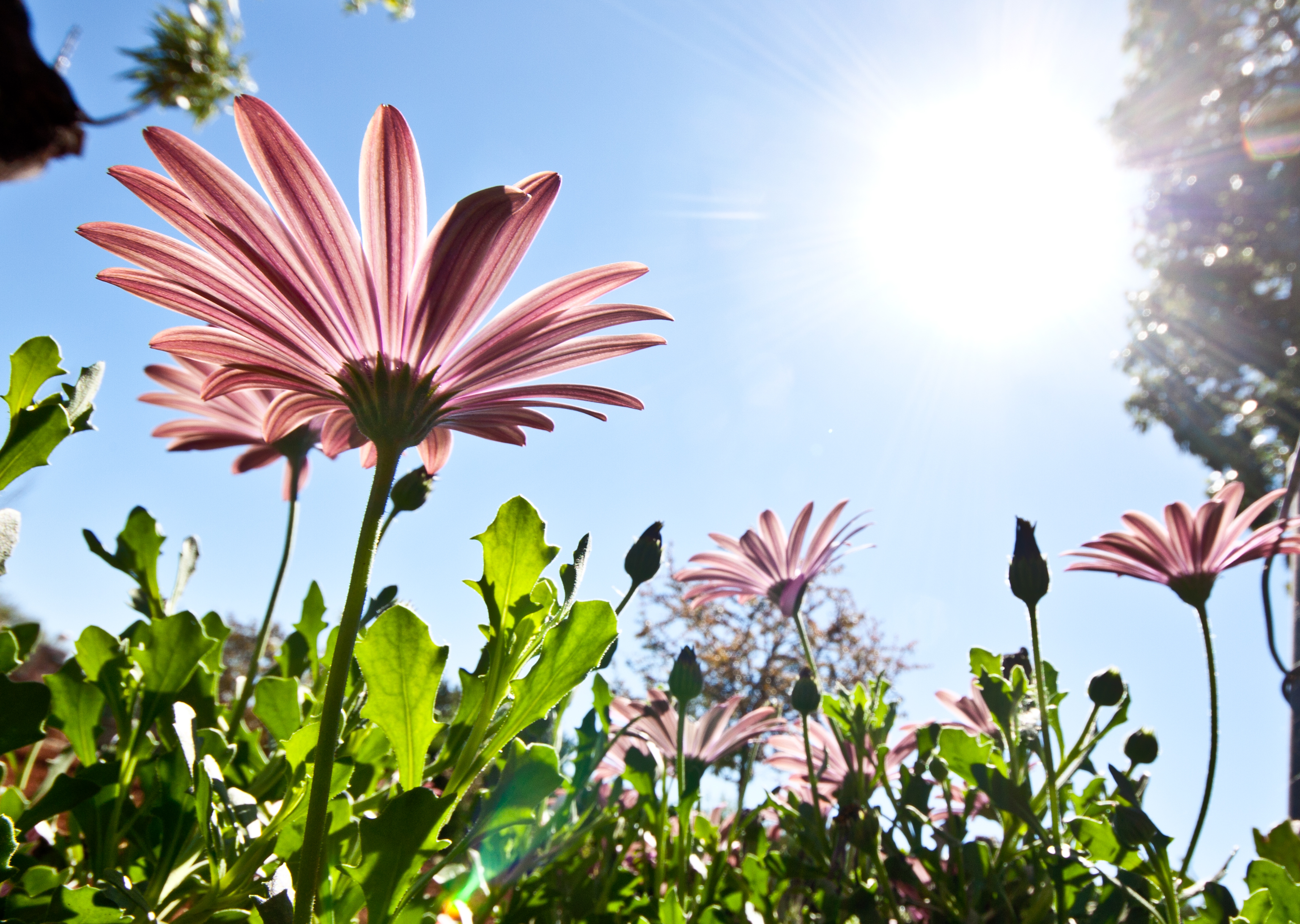
Dei fiori

Dal nome medievale Fiore, in allusione alla ricca simbologia che riguarda il mondo floreale. Si tratta, in buona sostanza, di un classico nome di natura "fitonimica", ispirato cioè ai nomi dei fiori o delle piante; il significato letterale, "fiore", lo accomuna ai nomi Flora, Cvetan, Bluma, Xochitl, Zahra e Antea, ma rientra anche in una cerchia più ampia insieme con Giacinto, Gigliola, Margherita, Rosa, Viola e molti altri.
Dal punto di vista etimologico, risale al latino flos, florem, che significa sempre "fiore"; va notato che, in alcuni casi, "Fiore" (nonché la sua forma spagnola e portoghese "Flor") può costituire un ipocoristico di Fiorenzo.
La forma francese, Fleur, venne usata da John Galsworthy per i suoi romanzi de La saga dei Forsyte, per cui se ne riscontra una scarsa diffusione anche in inglese, accanto alla forma Flower (parimenti rara); quest'ultima, usata già nel Medioevo, venne ripresa occasionalmente nel XVII secolo.

## Onomastico
L'onomastico si può festeggiare il 31 dicembre in memoria di san Fiore, martire a Catania con altri compagni; con questo nome si ricordano anche, alle date seguenti:
- 1º maggio, santa Fiorina, vergine[9]
- 27 ottobre, san Fiore, vescovo di Pola[9]

## Persone

### Femminile
- Fiore Manni, conduttrice televisiva, artista e scrittrice italiana

### Maschile
- Fiore dei Liberi, maestro di scherma e schermidore italiano
- Fiore Martelli, pittore e decoratore italiano

### Variante maschile Fiorello

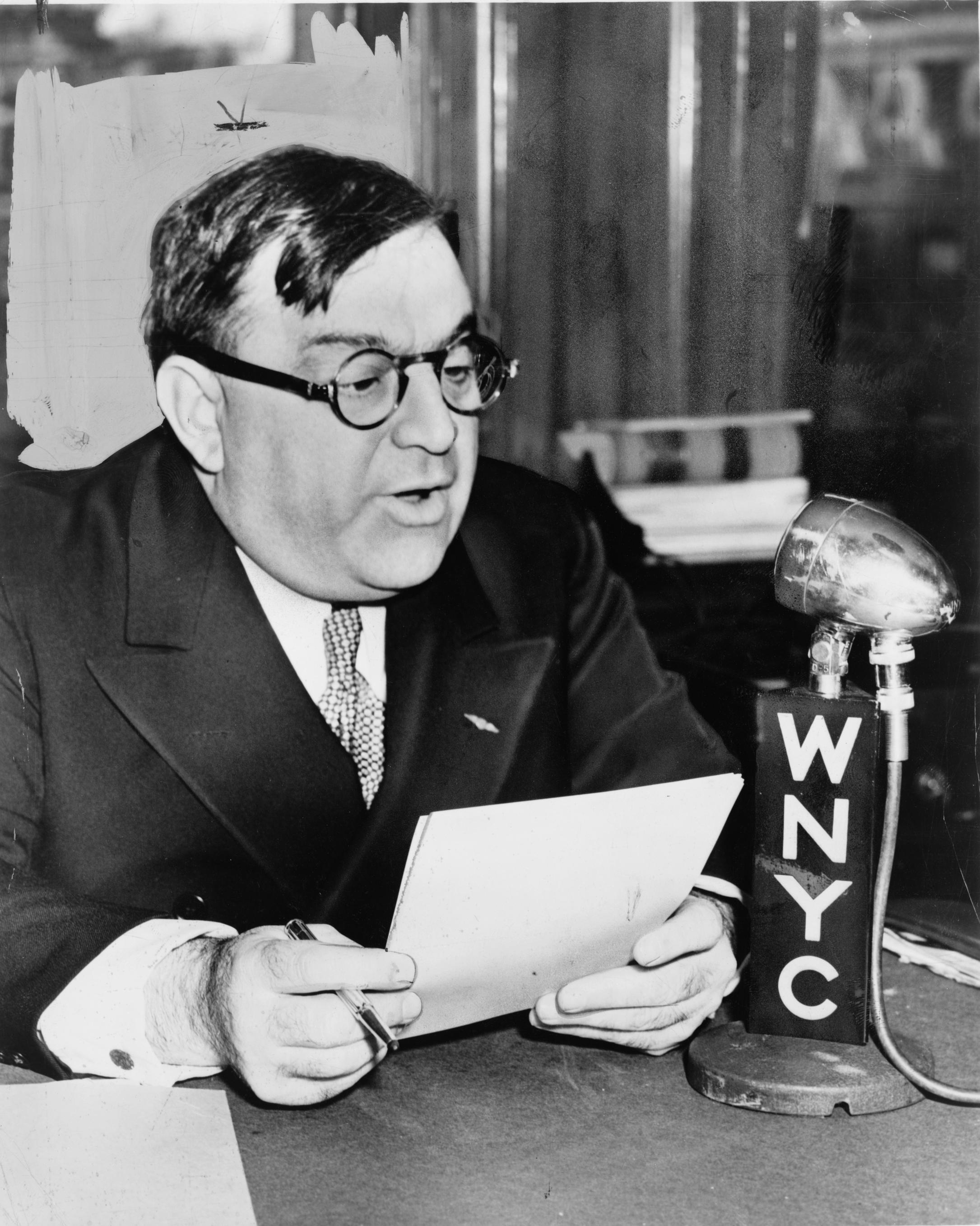
Fiorello La Guardia

- Fiorello, nome d'arte di Rosario Tindaro Fiorello, showman, imitatore, conduttore radiofonicocomico e cantante italiano
- Fiorello Cortiana, politico italiano
- Fiorello Gramillano, politico italiano
- Fiorello La Guardia, politico statunitense
- Fiorello Provera, politico italiano
- Fiorello Toppo, cestista italiano

### Altre varianti maschili
- Fiorino Pepe, calciatore italiano

### Variante femminile Fleur
- Fleur Adcock, poetessa neozelandese
- Fleur East, cantante britannica
- Fleur Jaeggy, scrittrice svizzera
- Fleur Mellor, velocista australiana
- Fleur Pellerin, politica francese

### Variante femminile Fiorella

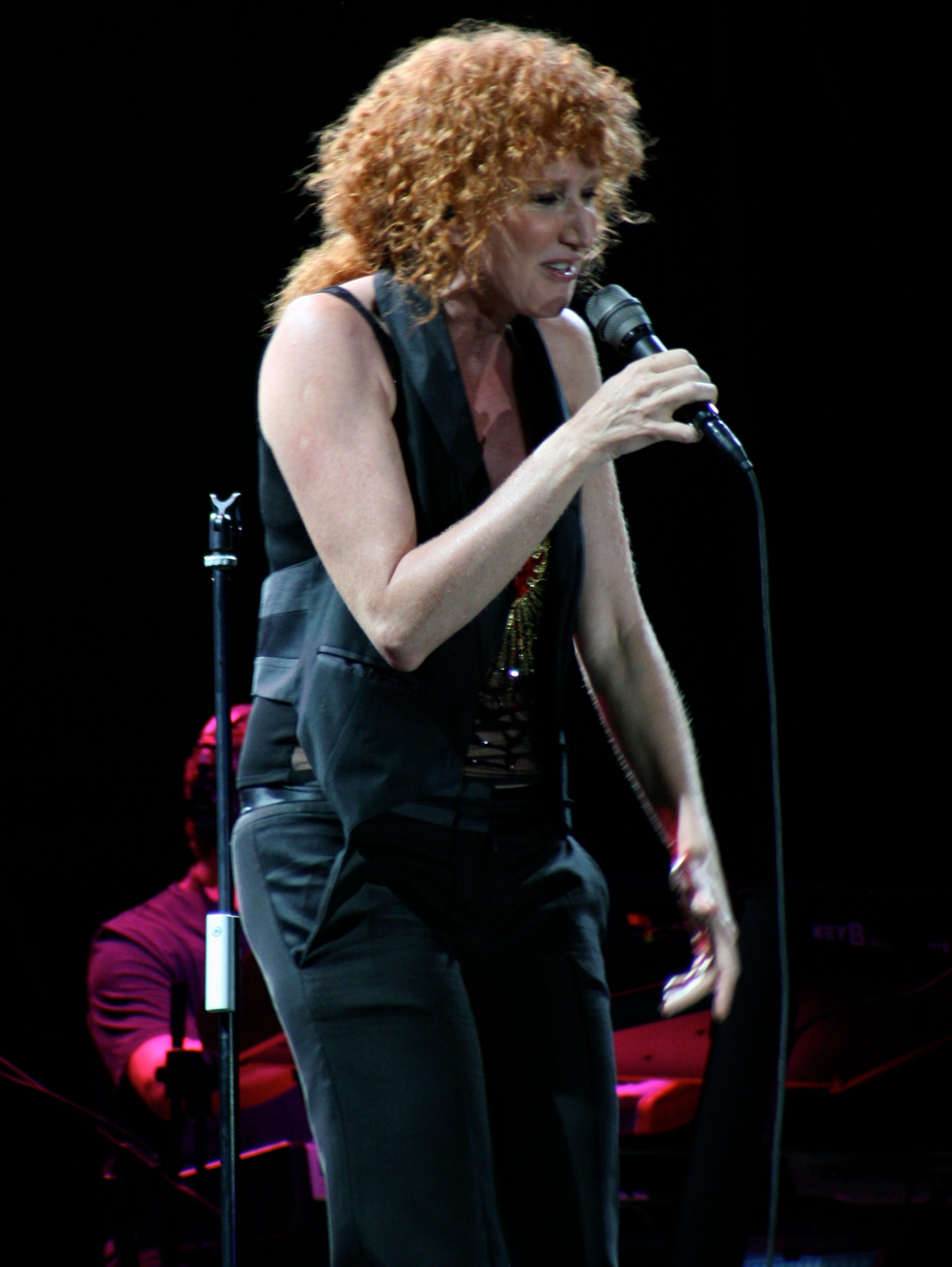
Fiorella Mannoia

- Fiorella Betti, attrice e doppiatrice italiana
- Fiorella Bini, cantante italiana
- Fiorella Bonicelli, tennista uruguaiana
- Fiorella Cagnoni, scrittrice italiana
- Fiorella Carboni, calciatrice italiana
- Fiorella Ceccacci Rubino, politica e attrice italiana
- Fiorella Farinelli, sindacalista, politica e dirigente pubblica italiana
- Fiorella Ghilardotti, sindacalista e politica italiana
- Fiorella Infascelli, regista e sceneggiatrice italiana
- Fiorella Kostoris, economista italiana
- Fiorella Mannoia, cantante italiana
- Fiorella Mari, attrice italiana
- Fiorella Migliore, modella paraguaiana
- Fiorella Pierobon, annunciatrice televisiva, attrice e cantante italiana

### Variante femminile Florinda
- Florinda Andreucci, atleta italiana
- Florinda Bolkan, attrice brasiliana
- Florinda Bortolami, cestista italiana

### Variante femminile Fioretta
- Fioretta Dolfi, attrice italiana
- Fioretta Gorini, amante di Giuliano de' Medici
- Fioretta Mari, attrice e insegnante italiana
- Fioretta Mazzei, politica e attivista italiana

### Altre varianti femminili
- Flower Tucci, pornoattrice statunitense

## Il nome nelle arti
- Fiore è un personaggio del film Disney del 1942 Bambi.
- Fiora è una campionessa giocabile nel videogioco League of Legends.
- Fleur Delacour è un personaggio della serie di romanzi e film Harry Potter, creata da J. K. Rowling.
- Fiore Fiore è un personaggio della serie televisiva Fiore e Tinelli.
- Fleur Forsyte è un personaggio della serie di romanzi di John Galsworthy La saga dei Forsyte.